# Pedicularia sicula
Pedicularia sicula is een slakkensoort uit de familie van de Pediculariidae. De wetenschappelijke naam van de soort is voor het eerst geldig gepubliceerd in 1840 door Swainson.